# Ramazan Özcan
Ramazan Özcan (* 28. června 1984, Hohenems, Rakousko) je rakouský fotbalový brankář a reprezentant tureckého původu.

## Klubová kariéra
Na profesionální úrovni působil postupně v klubech SC Austria Lustenau, FC Red Bull Salzburg, TSG 1899 Hoffenheim, Beşiktaş JK, FC Ingolstadt 04.

## Reprezentační kariéra
Nastupoval v rakouské jedenadvacítce.
V A-mužstvu Rakouska debutoval 20. 8. 2008 v přátelském utkání v Nice proti týmu Itálie (remíza 2:2).

Zúčastnil se mistrovství Evropy 2008 (spolupořadatelství Švýcarska s Rakouskem), kde Rakušané obsadili se ziskem 1 bodu nepostupové třetí místo v základní skupině B. Na turnaji byl náhradním brankářem.